# Cocholla
Cocholla is een geslacht van hooiwagens uit de familie Cosmetidae.
De wetenschappelijke naam Cocholla is voor het eerst geldig gepubliceerd door Roewer in 1927. 

## Soorten
Cocholla omvat de volgende 2 soorten:
- Cocholla circulata
- Cocholla simoni